# 지식 조직화

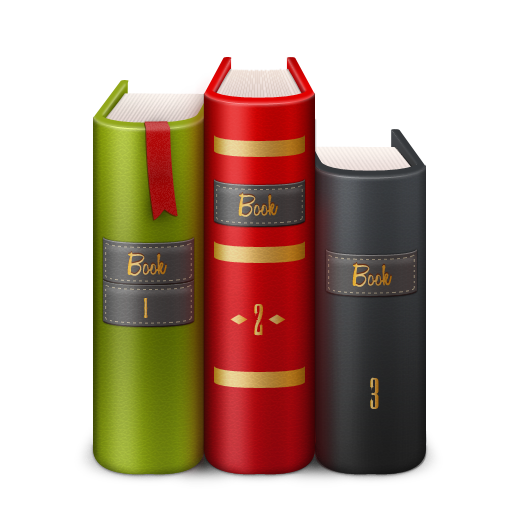

지식 조직화(Knowledge organization, KO)는 지식 및 정보 객체에 대한 표현 및 순서 시스템을 제공하는 문서 설명, 색인화 및 분류와 같은 활동과 관련된 지적 학문이다. 주드리(Joudrey)와 테일러(Taylor)의 정보 조직화(The Organization of Information)에 따르면 정보 조직화는 다음과 같다:
인류가 즉시 사용할 수 있도록, 그리고 후손을 위해 정보 자원(예: 책, 지도, 문서, 데이터 세트, 이미지)을 축적하는 장소에서 일하는 사람들이 수행하는 활동과 사용하는 도구를 조사한다. 누군가가 알려진 단일 항목을 검색하든, 단지 유용한 것을 발견하기 위해 수백 개의 리소스를 탐색하든 관계없이 리소스를 검색 가능하게 만들기 위해 마련된 프로세스에 대해 설명한다. 정보 조직화는 수많은 정보 검색 시나리오를 지원한다.
지식 공유와 관련된 이슈는 오랫동안 지식경영의 중요한 부분이었다고 할 수 있다. 지식 공유는 조직 내외부 및 다양한 수준의 연구 및 비즈니스 실무에서 많은 관심을 받아왔다.
지식을 공유한다는 것은 그것을 다른 사람에게 주는 것 뿐만 아니라 지식을 검색하고 찾고 흡수하는 것도 포함된다. 직원의 업무와 직무에 대한 인식 부족은 실수의 반복, 자원 낭비, 동일한 프로젝트의 중복을 유발하는 경향이 있다. 동료들이 자신의 지식을 공유하도록 동기를 부여하는 것을 지식 활성화라고 한다. 이는 개인 간의 신뢰로 이어지고 정보 교환을 쉽게 허용하는 보다 개방적이고 적극적인 관계를 장려한다.
지식 공유는 지속적인 프로세스 모델인 3단계 지식 관리 프로세스의 일부이다. 세 부분은 지식 창출, 지식 구현, 지식 공유이다. 프로세스는 연속적이므로 부품을 완전히 분리할 수 없다. 지식창출은 개인의 마음, 상호작용, 활동의 결과이다. 새로운 아이디어와 준비를 개발하는 것은 지식 창출 과정을 암시한다. 회사에 존재하는 지식을 가장 효과적인 방식으로 사용하는 것은 지식의 구현을 의미한다. 우리 주제에 대한 프로세스에서 가장 중요한 부분인 지식 공유는 두 명 이상의 사람들이 서로에게서 배움으로써 이익을 얻을 때 발생한다.
사서, 기록 보관인 및 주제 전문가가 수행하는 전통적인 인간 기반 접근 방식은 컴퓨팅(빅 데이터) 알고리즘 기술로 인해 점점 더 많은 어려움을 겪고 있다. 연구 분야로서 KO는 지식 조직화 프로세스(KOP)(예: 분류 및 온톨로지)의 성격과 품질 뿐만 아니라 결과적인 지식 조직화 시스템(KOS)에도 관심이 있다.

## 같이 보기
- 문서 분류
- 듀이 십진분류법
- 학문
- 문서 분류
- 지식 표현
- 문헌정보학
- 도서 분류법
- 학문 목록